# Cyprinella panarcys
Cyprinella panarcys är en fiskart som först beskrevs av Hubbs och Miller, 1978.  Cyprinella panarcys ingår i släktet Cyprinella och familjen karpfiskar. IUCN kategoriserar arten globalt som starkt hotad. Inga underarter finns listade i Catalogue of Life.